# March Air Reserve Base
March AFB is een vliegbasis van de United States Air Force en plaats (census-designated place) in de Amerikaanse staat Californië, gelegen tussen Riverside, Moreno Valley en Perris en valt bestuurlijk gezien onder Riverside County.
Het is de thuisbasis van het hoofdkwartier van de Fourth Air Force (4 AF) van het Air Force Reserve Command en de gastheer van de 452nd Air Mobility Wing (452 AMW), de grootste luchtmobiliteitsvleugel van de Fourth Air Force. Naast meerdere eenheden van het Air Force Reserve Command ter ondersteuning van Air Mobility Command, Air Combat Command en Pacific Air Forces, is March ARB ook de thuisbasis van eenheden van de Army Reserve, Navy Reserve, Marine Corps Reserve, California Air National Guard en de California Army National Guard. Bijna 50 jaar lang was March AFB een strategische luchtmachtbasis tijdens de Koude Oorlog. 
De basis beschikt over negen Boeing C-17 Globemaster III transportvliegtuigen en twaalf Boeing KC-135R Stratotankers.

## Demografie
Bij de volkstelling in 2000 werd het aantal inwoners vastgesteld op 370.

## Geografie
Volgens het United States Census Bureau beslaat de plaats een oppervlakte van
16,1 km², geheel bestaande uit land.

## Plaatsen in de nabije omgeving
De onderstaande figuur toont nabijgelegen plaatsen in een straal van 16 km rond March AFB.